# امانوئل بیرارلی
امانوئل بیرارلی (به انگلیسی: Emanuele Birarelli) (زاده ۸ فوریه ۱۹۸۱) والیبالیست ایتالیایی است.
او کار خود را در سال ۱۹۹۸ آغاز کرد. بیرارلی در دوران والیبالی خود مصدومیت‌های زیادی داشت اما بعد از دو سال مداوا به والیبال برگشت و از بهترین‌های ایتالیا در رقابت‌های اروپایی و جهانی و المپیک لندن بوده است. وی در سال ۲۰۱۶ به عنوان کاپیتان تیم ایتالیا به عنوان نایب قهرمانی المپیک دست یافت و به عنوان یکی از ستاره‌های مسابقات به عنوان دومین مدافع میانی المپیک انتخاب شد.

## افتخارات
- ۲۰۱۲ قهرمانی باشگاه‌های جهان - بهترین مدافع میانی
- ۲۰۱۳ لیگ جهانی - بهترین مدافع میانی
- ۲۰۱۳ قهرمانی باشگاه‌های جهان - بهترین مدافع میانی
- ۲۰۱۳ جام بزرگ قهرمانان جهان - بهترین مدافع میانی
- ۲۰۱۶ المپیک ریو - دومین مدافع میانی